# Knock Castle (North Ayrshire)

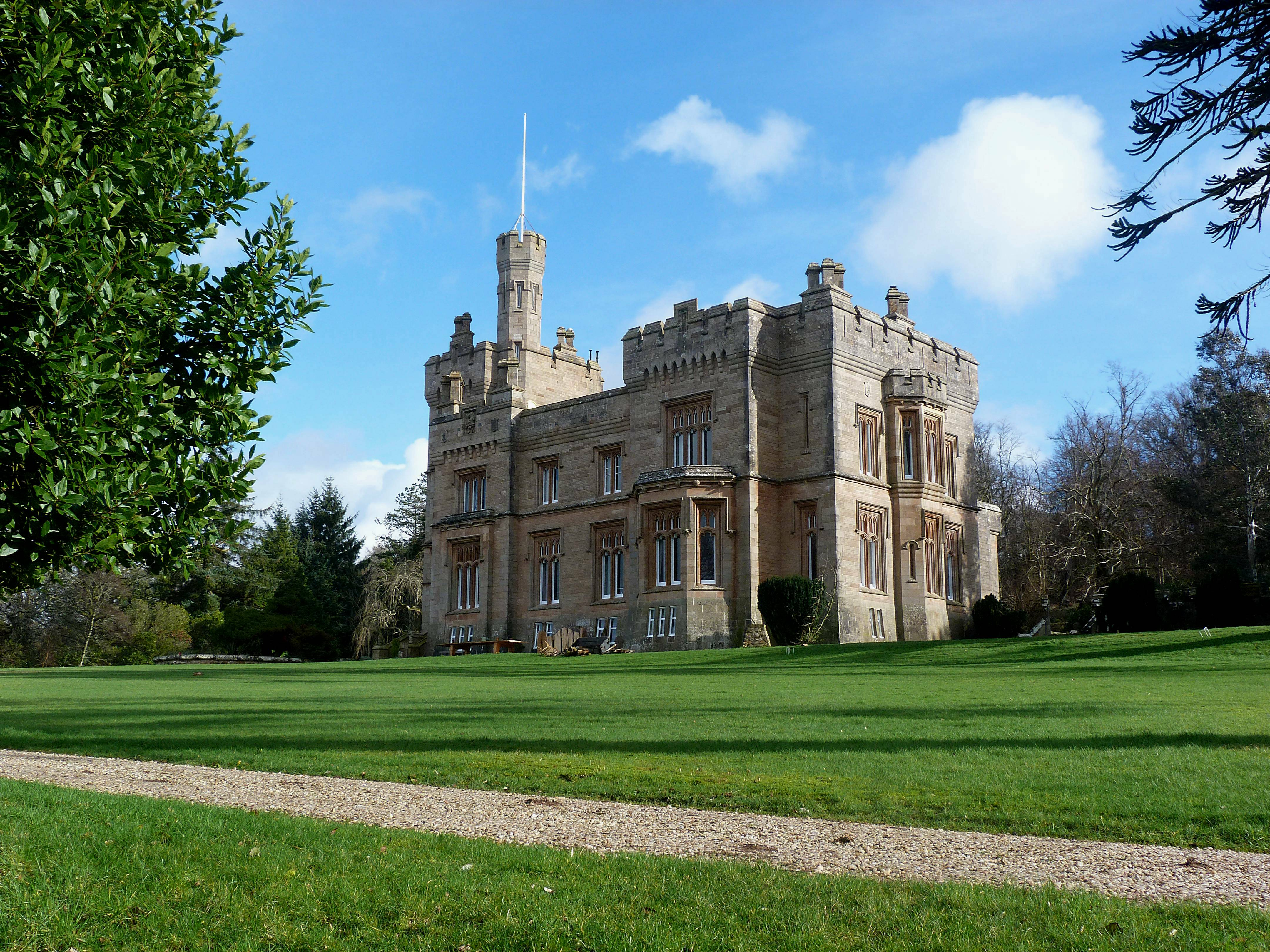
Knock Castle

Knock Castle ist ein Herrenhaus nahe der schottischen Stadt Largs in der Council Area North Ayrshire. 1971 wurde das Bauwerk in die schottischen Denkmallisten in der höchsten Denkmalkategorie A aufgenommen.

## Geschichte
Der Bau des Herrenhauses wurde 1851 begonnen und im darauffolgenden Jahr abgeschlossen. Für den Entwurf zeichnete der Glasgower Architekt John Thomas Rochead verantwortlich. Bauherr war der Kaufmann Robert Steele aus Greenock. Ein Anbau an der Ostseite erfolgte im Jahre 1908. Hierzu lieferte das Architekturbüro Fryers & Penman einen Entwurf, der eine stilistische Einheit mit dem ursprünglichen Gebäude bildet.

## Beschreibung
Das tudorgotische Herrenhaus liegt isoliert abseits der A78 nahe dem Südufer des Firth of Clyde zwischen Largs und Skelmorlie. Die Fassaden des zweistöckigen Bauwerks sind mit polierten, gelben Quadersteinen verkleidet. Der Eingangsbereich befindet sich an der Nordseite in einem dreistöckigen Turm mit quadratischem Grundriss. Er ist mit einem Tudorbogen gearbeitet. Darüber tritt ein flacher Erker hervor. Analog den anderen Gebäudeteilen sind Fenster als Zwillings- oder Drillingsfenster mit steinernen Mittelpfosten verbaut. Gurtgesimse markieren die Stockwerkabgrenzung. Neben dem Turm ragt ein weiterer Turm mit oktogonalem Grundriss auf. Das Gebäude schließt mit einer Zinnenbewehrung ab, welche die Dächer verdeckt.